# Seul ou avec d'autres
Seul ou avec d'autres è un film del 1962 diretto da Denys Arcand, Denis Héroux e Stéphane Venne.